# Lago Independencia
El lago Independencia  está situado en el Condado de Marquette en la Península Superior del estado estadounidense de Míchigan.  El lago  se alimenta principalmente de las aguas  del Yellow Dog River . Se trata de un lago natural, pero su nivel se ha estabilizado con una presa y su nivel se ha elevado ligeramente a 625 pies (191 m) sobre el nivel del mar . El flujo de salida es a través del Iron River, que fluye por algo más de una milla (1,6 km) hacia el Lago Superior.

Se encuentra en la parte oriental del municipio de Powell  con la ciudad de Big Bay en la esquina noroeste del lago.
El lago Independence tiene una extensión de 1,860 acres (750 ha) y una profundidad de 30 pies (9.1 m). Contiene muchas especies de peces, como el pez negro, la trucha marrón, el cisco, el lucio del norte, la lubina, el lucioperca, el lechón blanco y la perca amarilla.

Se puede acceder al lago por la carretera comarcal 550. Sus principales usos recreativos son la natación y la pesca.